# Дійсний державний радник юстиції
Дійсний державний радник юстиції  — найвищий класний чин в органах прокуратури СРСР. З'явився у 1943 році. Присутній також у деяких державах які утворилися після розпаду СРСР у 1991 році (наприклад у Російській Федерації). Цей класний чин відповідав посаді Генерального прокурора СРСР.
У прокуратурі України відповідним найвищим чином є класний чин державного радника України, встановлений постановою Верховної Ради України від 6 листопада 1991 року № 1795-XII «Про затвердження Положення про класні чини працівників органів прокуратури України» і який надається Генеральному прокурору України.

## Історія
У СРСР класний чин дійсного державного радника юстиції з'являється згідно з указом Президії ВС СРСР від 16.09.1943 року «О встановленні класних чинів для прокурорсько-слідчих органів прокуратори». Даний класний чин відповідав посаді Генерального прокурора СРСР.

## Знаки розрізнення
Знаками розрізнення дійсних державних радників прокуратури СРСР з 1943 року були шестикутні погони з «генеральським зигзагом». На погоні розташовувалася велика пятипроменева зарка, розмір якої дорівнював 30 мм. Між ґудзиком у верхній частині погона та зіркою розташовувалася металева золочена емблема. Розмір погонів дорівнював 14(16)х4,5 см. Вздовж погона йшла світло-зелена облямівка завширшки 0,3 см.
У 1954 році погони для прокуратури було скасовано, а знаки розрізнення чинів переходять на оксамитові петлиці з золотою облямівкою. Дійсний державний радник мав петлиці з вишитим золотим гербом СРСР (27х23 мм), нижче якого (6 мм) вишивалася золочена зірка розміром у 25 мм, між п'ятьма гранями зірки вишивалося по п'ять золотих променів. Розмір петлиць дорівнював 100(95 у скошеній частині)х33 мм, ширина облямівки дорівнювала 3 мм. У верхній частині петлиці розміщувалася емблема.

## Носії
- СРСР:
  - 2.02.1944 Горшенін Костянтин Петрович
  - 30.06.1953 Руденко Роман Андрійович
  - 9.02.1981 Рекунков Олександр Михайлович
  - 9.02.1991 Трубін Микола Семенович